# Petko Vojvoda
Petko Kirjakov Kalojanov (in bulgaro Петко Киряков Калоянов?), meglio conosciuto come Capitano Petko Vojvoda (Капитан Петко Войвода) (Aisymi, 6 dicembre 1844 – Varna, 7 febbraio 1900) è stato un rivoluzionario e patriota bulgaro, attivo nella liberazione della Bulgaria, in particolar modo della Tracia.

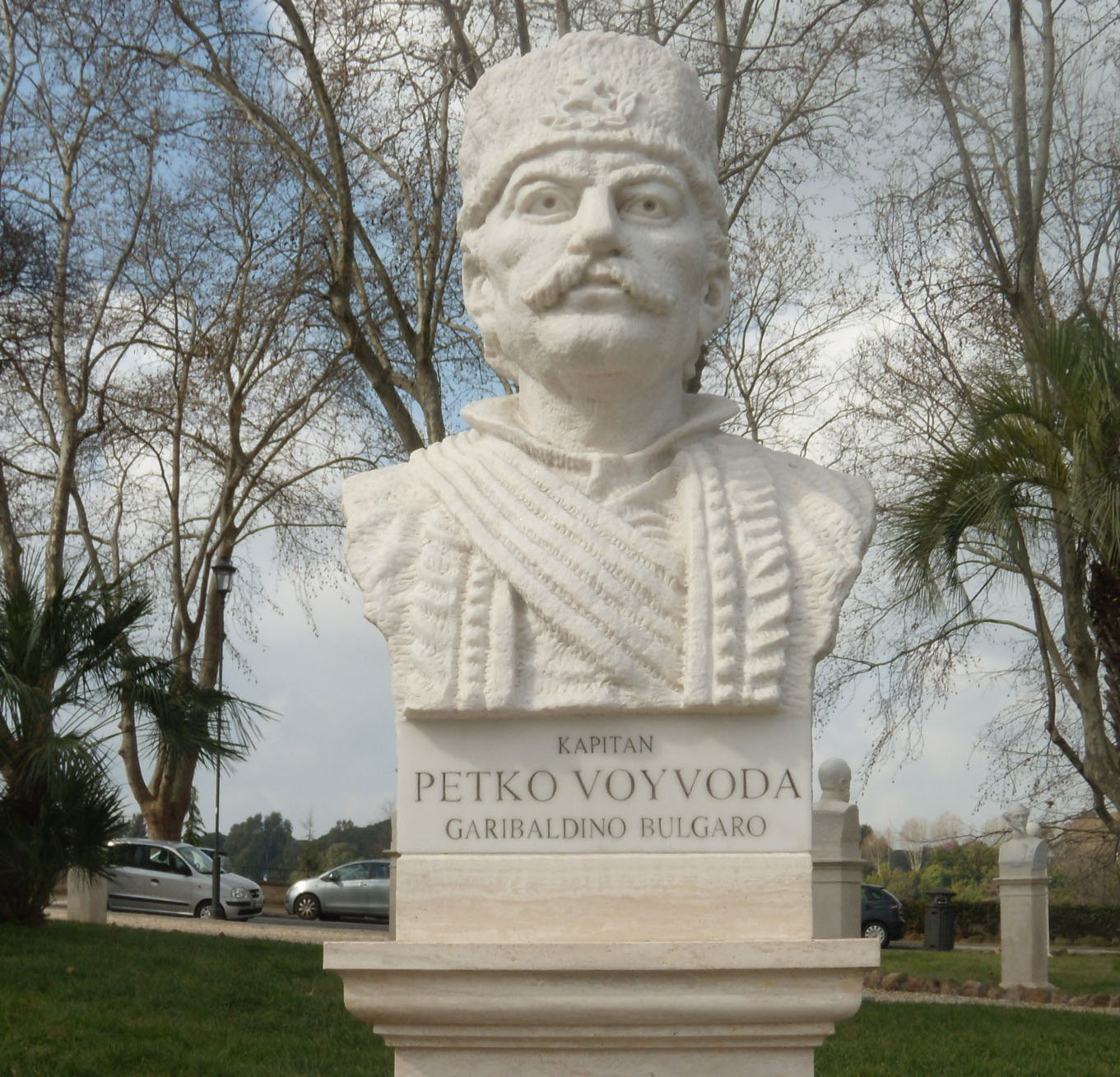
Busto di Petko Vojvoda al Gianicolo, Roma.

Il Capitano Petko nacque nel villaggio bulgaro di Dogan Hisar, oggi Aisymi, nella Tracia egea, prefettura di Evros, in Grecia.
Petko, nel 1860 sposò una donna ellenica, proveniente da Maronia. Si narra che quando un gruppo di turchi cercò di violentare la moglie, Petko li respinse uccidendoli tutti, compreso il capo basci-buzuk Mehmed Kesedji Bey. Dal 1861, Petko iniziò con forza a lottare contro gli ottomani nel territorio circostante i territori di Maronia, Aisymi, Enos, ecc. Prese parte alla rivolta cretese (1866-1869).

## L'incontro con Garibaldi
Petko conobbe Giuseppe Garibaldi durante una visita in Italia nel 1866. Diventarono ben presto amici e Petko fu ospite di Garibaldi per alcuni mesi. Garibaldi aiutò Petko ad organizzare il "Battaglione Garibaldi" nella rivolta di Creta del 1866-1869, costituito da 220 italiani e 67 bulgari, che eroicamente combatterono gli ottomani a Creta. 
Petko Voivoda era al comando del battaglione che coraggiosamente difendeva la causa ellenica. Per questo a Petko fu assegnato il grado militare di Kapitan (capitano).
Il reparto militare di Petko Vojvoda, fondato nel 1869, partecipò alla guerra russo-turca del 1877-78. Il suo reparto liberò Maronia dall'assedio turco nel dicembre 1877 e vi stabilì un governo cristiano. Per tre mesi lottò contro i Turchi per salvare la popolazione locale. Successivamente prese parte alla liberazione dei Rodopi insieme a Krajčo Vojvoda. Petko, con suo figlio e la sua nuova moglie, Rada Kravkova, da Kazanlăk si trasferì a Varna nel 1880, dove morì nel 1900. Qui Petko fondò, nel 1896, un comitato rivoluzionario chiamato Strandža.
La sua attività di rivoluzionario è stata celebrata con numerosi monumenti in tutta la Bulgaria, così come nel suo villaggio natale nell'odierna Grecia e sulla collina del Gianicolo a Roma, dov'è presente anche un monumento a Garidaldi. Anche la serie TV Capitano Petko Vojvoda, scritta da Nikolaj Hajtov, andata per la prima volta in onda nel 1981, celebra la sua figura di eroe nazionale. Ci sono molte canzoni bulgare patriottiche dedicate a Petko e ai suoi compagni.
Il Petko Voyvoda Peak, inoltre, sull'Isola Livingston, alle Isole Shetland Meridionali, nell'Antartide è stato nominato in suo onore.
Sono presenti monumenti di Petko Vojvoda a Aisymi (Grecia), sua città natale, Roma, Varna, Sofia, Burgas, Plovdiv, ecc.

## Galleria d'immagini

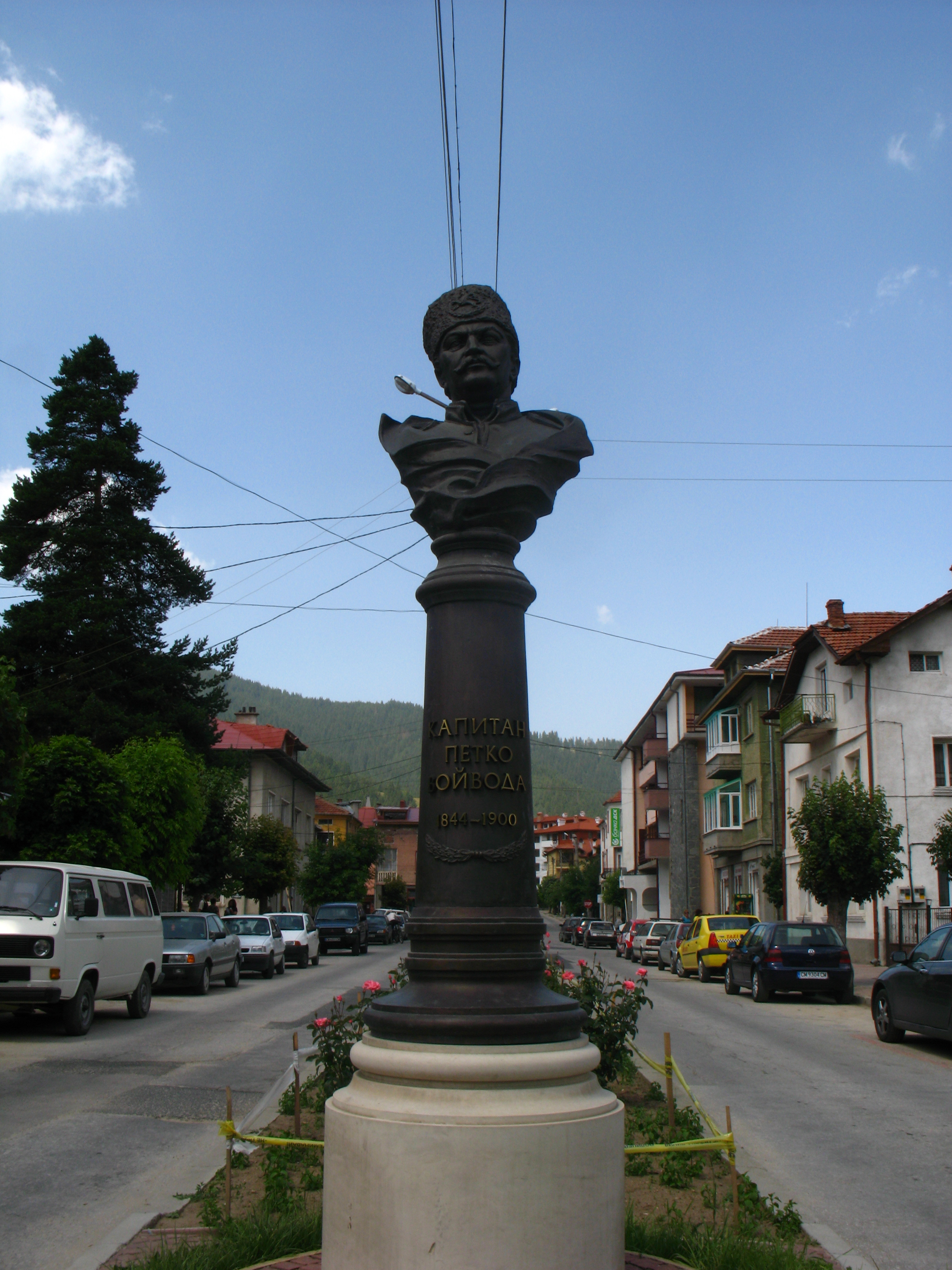
Busto a Ivajlovgrad
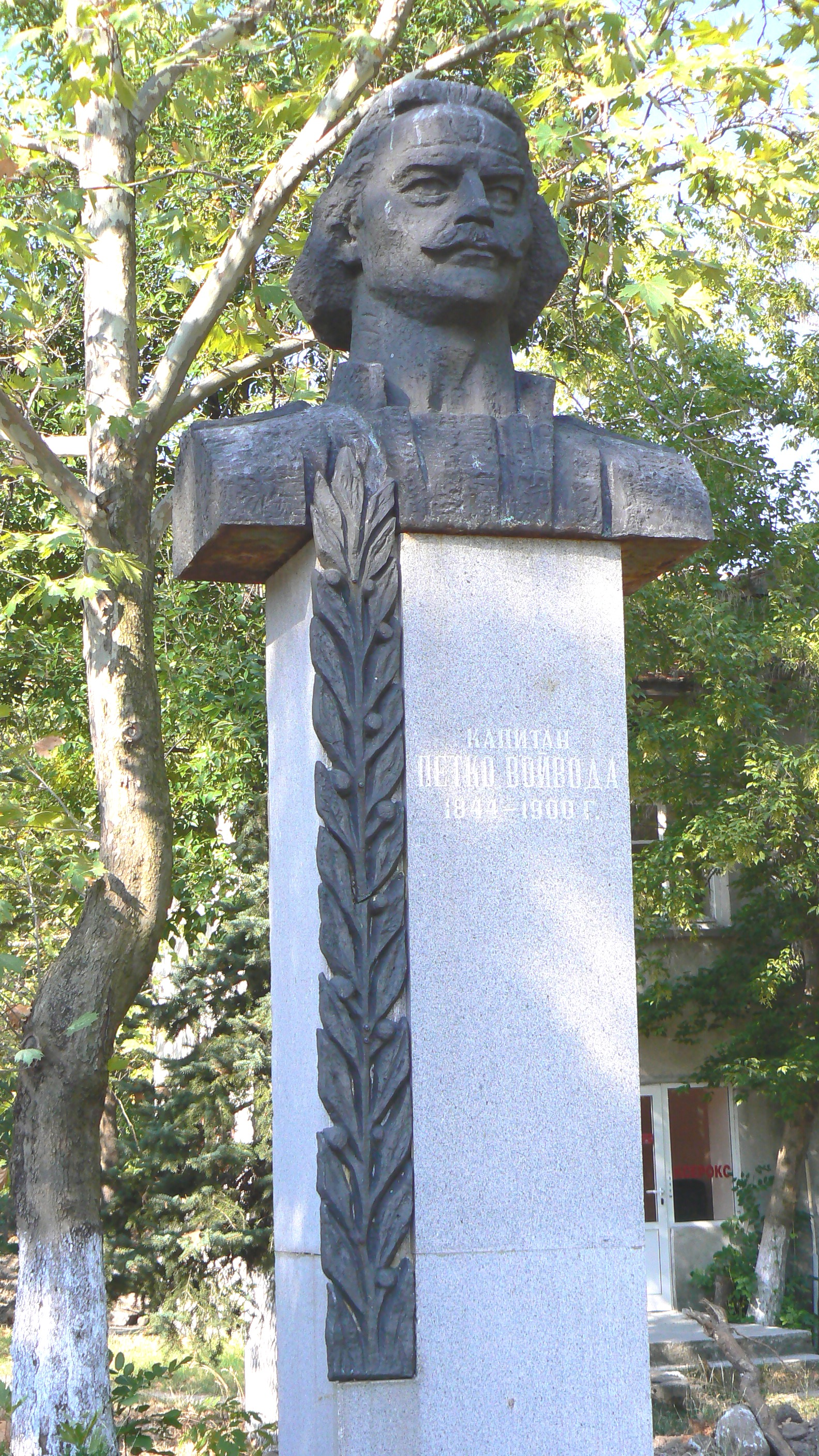
Monumento a Momčilgrad
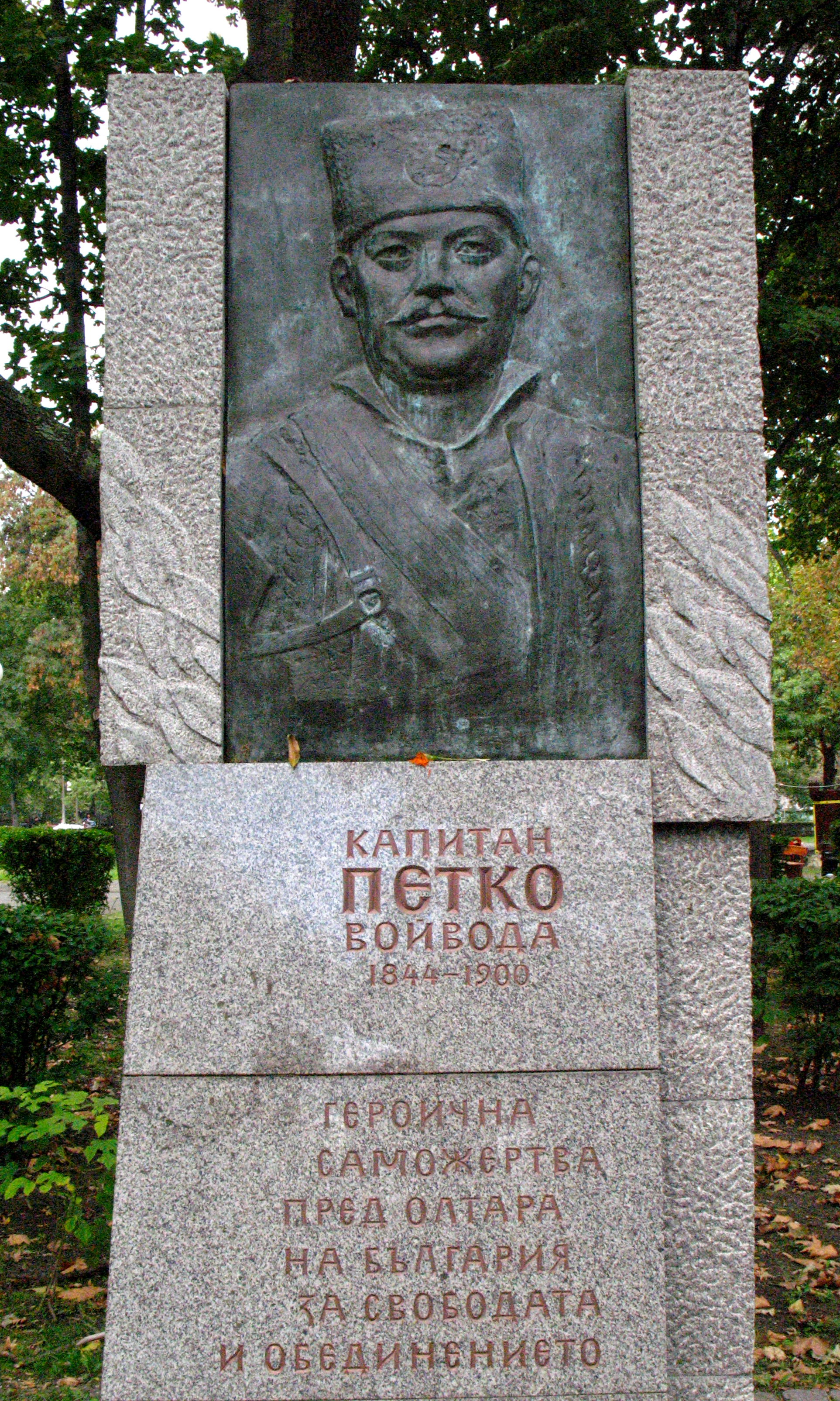
Monumento a Burgas
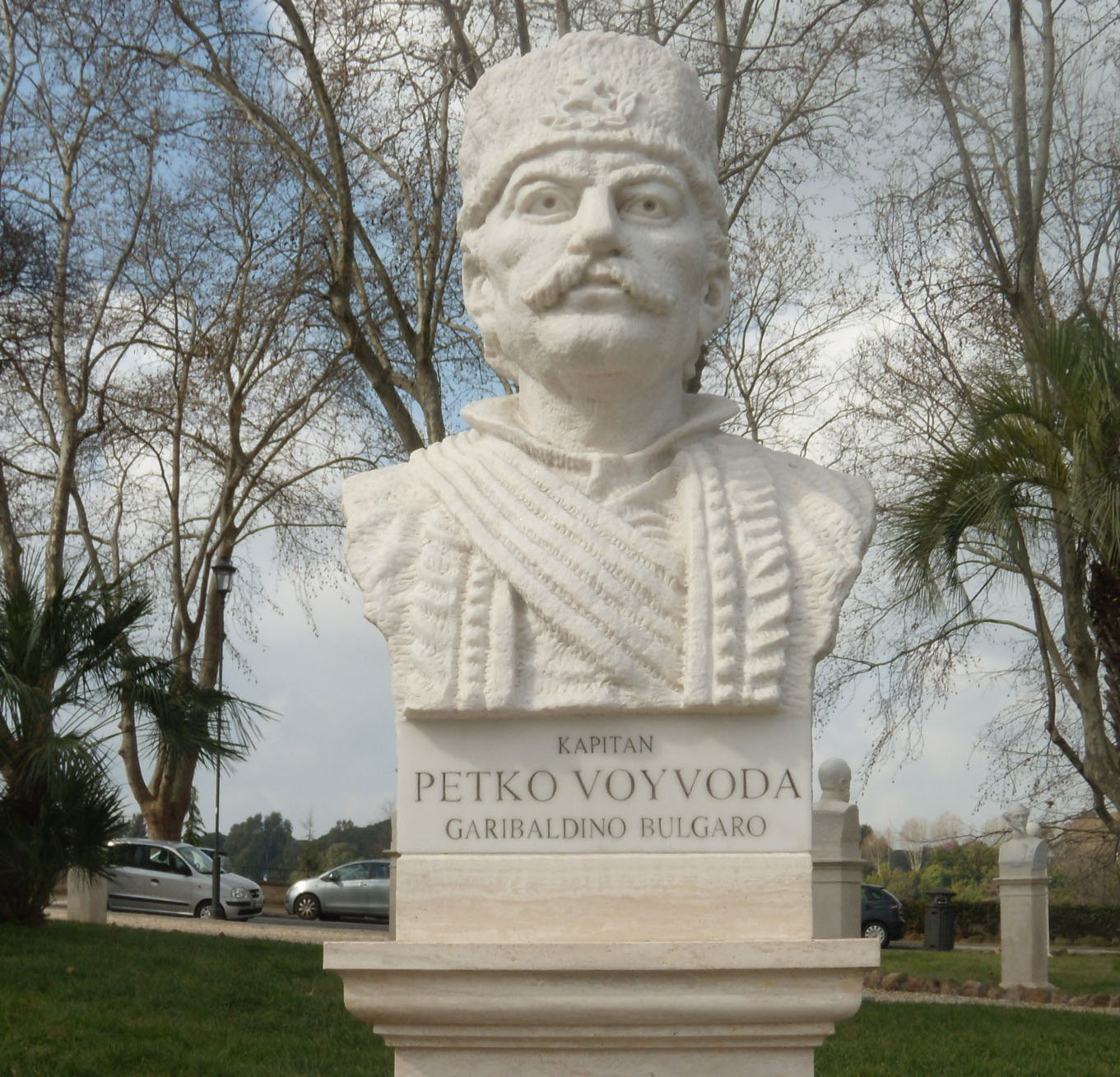
Busto al Giannicolo, Roma